# Le Sermon de Piotr Skarga
Le Sermon de Piotr Skarga ou Le Sermon de Skarga (en polonais : Kazanie Skargi) est une grande peinture à l'huile de Jan Matejko, achevée en 1864, aujourd'hui au Musée national de Varsovie en Pologne. Il représente un sermon sur des questions politiques par le prêtre jésuite Piotr Skarga, une figure de proue de la Contre-Réforme en Pologne, où il reproche à l'élite polonaise de négliger l'intérêt national.
Le Sermon de Skarga fait partie des œuvres les plus célèbres de Matejko, et, comme d'autres peintures historiques de Matejko, comprend plusieurs portraits de personnages historiques identifiables de la période représentée, ainsi que dans ce cas un autoportrait de l'artiste dans la figure de Skarga.

## Historique
Matejko termine le tableau en mai 1864. C'est sa première « grande » toile (elle mesure plus de 8 m2, ce qui est bien plus grand que n'importe lequel de ses travaux antérieurs).
Il est exposé dans la galerie de la Société des Amis des Beaux-Arts de Cracovie (Towarzystwo Przyjaciół Sztuk Pięknych w Krakowie). La première a attiré les foules et des critiques comparables aux premières de films modernes.
Peu de temps après, le comte Maurycy Eustachy Potocki (pl) l'achète pour 10 000 florins.

## Sujet
Le tableau représente un sermon sur des questions politiques par le prêtre jésuite Piotr Skarga, une figure de proue de la Contre-Réforme en Pologne, qui reproche à l'élite polonaise de négliger l'intérêt national.

## Composition et influence
Le tableau représente la Pologne du début du XVIIe siècle, un pays déchiré entre les magnats et les rois élus de la maison Vasa, avec une noblesse fière et égoïste, entamant un glissement vers une anarchie ingouvernable. Dans ce contexte, les appels à la réforme lancés par de nombreuses personnes (comme Skarga) ont été peu pris en compte. L'œuvre de Matejko est devenue l'un des éléments majeurs de la « légende de Piotr Skarga », aidant le jésuite à acquérir une renommée durable en Pologne,.
Bien que l'œuvre de Matejko s'inscrit dans le genre de la peinture historique, avec le Sermon de Skarga, il s'est éloigné du strict respect de l'exactitude historique pour se concentrer davantage sur le message ; ainsi, ce tableau, comme beaucoup de ses œuvres ultérieures, comprend des personnages ou des objets qui n'auraient pas pu être présents sur la scène représentée,.
Le tableau représente Piotr Skarga, un jésuite, prononçant un sermon dans le presbytère de la cathédrale du Wawel. Il est visible en haut à droite, vêtu de noir, les mains levées, en pause au milieu du discours. Son visage est celui de Matejko lui-même, bien qu'il soit significativement âgé (une autre source suggère cependant que Matejko a demandé à Michał Szweycer de poser pour Skarga à la place). Skarga est le seul personnage animé de la composition, tous les autres individus sont représentés immobiles, debout ou assis. Le titre du tableau suggère que le thème du discours de Skarga est sa célèbre critique du gouvernement polonais et une prophétie de sa destruction, connue sous le nom de « Huit sermons devant le Sejm (en) ». En réalité, cependant, il n’existe aucune preuve que l’œuvre de Skarga ait jamais été présentée sous la forme d’un véritable sermon,.
Divers personnages historiques, écoutant le sermon, réagissent à travers des postures et des expressions faciales d'une manière qui suggère la vision de Matejko sur leur rôle historique,.

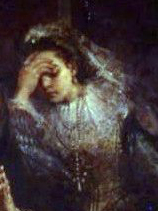
Détail : Elizaveta Ostrogska

Au centre, les magnats Janusz Radziwiłł (en robe dorée), Stanisław Stadnicki (en) et Mikołaj Zebrzydowski se tiennent ensemble, arrogants et imperturbables. Jerzy Mniszech (en), Jan Piotr Sapieha et Janusz Zbaraski (pl) à leur droite semblent écouter, mais un noble plus âgé somnole à proximité pour rappeler que la plupart des nobles ne se soucient pas des questions dont parle Skarga. À leur gauche, le roi Sigismond III Vasa ne semble pas prêter trop d'attention au prédicateur. Son costume étranger souligne sa réticence à s'intégrer à ses sujets ; il s'est toujours considéré plus comme un Suédois que comme un Polonais et aurait préféré être roi de Suède. Sigismond est représenté par Matejko comme le deuxième personnage le plus important du tableau, car il est également éclairé par la lumière, bien qu'immobile, par rapport à Skarga. Le fils de Sigismond, prince et futur roi Ladislas IV Vasa, se tient au-dessus et à gauche du roi. À sa droite, deux femmes sont présentes : la reine Anna Jagellon et Elizaveta Ostrogska. Un gant sur le sol entre le roi et les magnats est le signe d'une guerre civile à venir.
En haut à gauche, le chancelier Jan Zamoyski écoute, fatigué. Cet homme politique et commandant militaire ambitieux et prospère semble comprendre la gravité des paroles de Skarga, mais il est proche de la fin de sa vie. Mikołaj Wolski (en) est visible entre le prince et le chancelier. Sous Zamoyski, l'archevêque Stanisław Karnkowski (en) en violet prie, et entre ces deux-là le métropolite des Uniates, Hipacy Pociej, n'est visiblement pas séduit par l'oratoire des jésuites.
Le nonce papal Germanico Malaspina (sv), évêque de San Severo, est visible en bas à droite de Skarga. Le cardinal Enrico Caetani (en rouge) est représenté au-dessous de Skarga, et les envoyés espagnols et autrichiens, ennuyés et éloignés, sont derrière lui.

## Critique
Le 5 novembre 1864, en reconnaissance de sa contribution à la recréation de thèmes historiques illustrés dans ce tableau, Matejko est élu membre de la Société scientifique de Cracovie (Towarzystwo Naukowe Krakowskie). Ce tableau est celui qui a rendu Matejko célèbre non seulement dans la Pologne, mais au-delà, en Europe. En 1865, le tableau reçut une médaille d'or au salon annuel de Paris. Les critiques parisiens ont évalué très positivement le travail de Matejko, 26 ans, le comparant favorablement au travail de Paul Delaroche et de Louis Gallait, même si beaucoup considéraient le thème de l'histoire polonaise plutôt obscur, et certains affirmaient que le tableau était trop sombre (trop sombre). beaucoup de noirs et de violets).
Le tableau a été comparé à la Restauration du rite catholique dans l'église de la Sainte-Vierge-Marie à Anvers en 1566 de Henri Leys, en ce qui concerne sa composition et son thème de la Contre-Réforme.